# Unterseeboot 731
L'Unterseeboot 731 ou U-731 est un sous-marin allemand (U-Boot) de type VIIC utilisé par la Kriegsmarine pendant la Seconde Guerre mondiale.
Le sous-marin fut commandé le 21 novembre 1940 à Dantzig (Schichau-Werke), sa quille fut posée le 1er octobre 1941, il fut lancé le 25 juillet 1942, et mis en service le 3 octobre 1942, sous le commandement de l'Oberleutnant zur See Werner Techand.
L'U-731 n'endommagea ou ne coula aucun navire au cours des 4 patrouilles (200 jours en mer) qu'il effectua.
Il fut coulé par la Marine britannique et l'aviation américaine dans le détroit de Gibraltar, en mai 1944.

## Conception
Unterseeboot type VII, l'U-731 avait un déplacement de 769 tonnes en surface et 871 tonnes en plongée. Il avait une longueur totale de 67,10 m, un maître-bau de 6,20 m, une hauteur de 9,60 m et un tirant d'eau de 4,74 m. Le sous-marin était propulsé par deux hélices de 1,23 m, deux moteurs diesel Germaniawerft M6V 40/46 de 6 cylindres en ligne de 1400 cv à 470 tr/min, produisant un total de 2 060 à 2 350 kW en surface et de deux moteurs électriques AEG GU 460/8–27 de 375 cv à 295 tr/min, produisant un total 550 kW, en plongée. Le sous-marin avait une vitesse en surface de 17,7 nœuds (32,8 km/h) et une vitesse de 7,6 nœuds (14,1 km/h) en plongée. Immergé, il avait un rayon d'action de 80 milles marins (150 km) à 4 nœuds (7,4 km/h; 4,6 milles par heure) et pouvait atteindre une profondeur de 230 m. En surface son rayon d'action était de 8 500 milles nautiques (soit 15 700 km) à 10 nœuds (19 km/h).
L'U-731 était équipé de cinq tubes lance-torpilles de 53,3 cm (quatre montés à l'avant et un à l'arrière) qui contenait quatorze torpilles. Il était équipé d'un canon de 8,8 cm SK C/35 (220 coups) et d'un canon antiaérien de 20 mm Flak. Il pouvait transporter 26 mines TMA ou 39 mines TMB. Son équipage comprenait 4 officiers et 40 à 56 sous-mariniers.

## Historique
Il suit sa formation initiale dans la 8. Unterseebootsflottille jusqu'au 30 avril 1943, puis il rejoint son unité de combat dans 1. Unterseebootsflottille.
Il quitte Kiel pour sa première patrouille sous les ordres de l'Oberleutnant zur See Werner Techand le 29 avril 1943. Il passe par la zone GIUK pour naviguer dans l'Atlantique Nord, au sud-est cap Farvel.

Le 19 mai 1943 dans la même zone, à la position 55° 09′ N, 35° 18′ O, il est la cible d'une attaque de charges de profondeur larguées d'un bombardier britannique B-24 Liberator. Cette attaque était initialement attribuée au naufrage de l'U-954.
Après 45 jours en mer, il rejoint la base sous-marine de Brest le 12 juin 1943.
Il quitte Brest le 29 août 1943 pour sa deuxième patrouille à l'ouest du Groenland, jusqu'au détroit du Danemark. Le 4 octobre 1943, le commandant et cinq membres d'équipage sont blessés par l'attaque d'un bombardier Hudson britannique du Sqdn 269/S. Une semaine plus tard le 12 octobre 1943, l'U-731 est une nouvelle fois attaqué par trois avions Grumman TBF Avenger de l'USS Card, sans dommage.
Après 65 jours en mer, il rejoint son port d'attache de Brest le 1er novembre 1943.
Il reprend la mer pour sa troisième patrouille sous le commandement de l'Oberleutnant zur See Graf Alexander von Keller, du 19 décembre 1943 au 18 février 1944, soit 62 jours en mer, l'amenant vers l'ouest de l'Irlande, sans succès. Il rejoint son nouveau port d'attache : à Lorient.
Sa quatrième et dernière patrouille commence le 18 avril 1944 au départ de Lorient pour la Méditerranée.
 L'U-731 est coulé le 15 mai 1944 dans le détroit de Gibraltar au nord de Tanger à la position 35° 54′ N, 5° 45′ O, par des charges de profondeur de deux Catalina (P-14 & P-1) américain du VP-63 et par des mortiers sous-marins de deux navires britanniques : l'HMS Kilmarnock et l'HMS Blackfly.
Les 54 membres d'équipage meurent dans cette attaque.
L'U-731 est le dernier U-Boot à tenter le passage en Méditerranée.

## Affectations
- 8. Unterseebootsflottille du 3 octobre 1942 au 30 avril 1943 (Période de formation).
- 1. Unterseebootsflottille du 1er mai 1943 au 15 mai 1944 (Unité combattante).

## Commandement
- Oberleutnant zur See Werner Techand du 3 octobre 1942 au 30 novembre 1943.
- Oberleutnant zur See Graf Alexander von Keller du 1er décembre 1943 au 15 mai 1944.

## Patrouilles
|       | Commandant                      | Départ           | Départ  | Arrivée           | Arrivée | Jours     | Succès |
| ----- | ------------------------------- | ---------------- | ------- | ----------------- | ------- | --------- | ------ |
| 1     | Oblt. Werner Techand            | 29 avril 1943    | Kiel    | 12 juin 1943      | Brest   | 45 jours  |        |
| 2     | Oblt. Werner Techand            | 29 août 1943     | Brest   | 1er novembre 1943 | Brest   | 65 jours  |        |
| 3     | Oblt. Graf Alexander von Keller | 19 décembre 1943 | Brest   | 18 février 1944   | Lorient | 62 jours  |        |
| 4     | Oblt. Graf Alexander von Keller | 18 avril 1944    | Lorient | 15 mai 1944       | Coulé   | 28 jours  |        |
| Total | Total                           | Total            | Total   | Total             | Total   | 200 jours | 0 t    |

Note : Oblt. = Oberleutnant zur See

### Opérations Wolfpack
L'U-731 opéra avec les Wolfpacks (meute de loups) durant sa carrière opérationnelle.
- Iller (12-15 mai 1943)
- Donau 1 (15-26 mai 1943)
- Leuthen (15-24 septembre 1943)
- Rossbach (24 septembre - 9 octobre 1943)
- Rügen 7 (28 décembre 1943 - 2 janvier 1944)
- Rügen 6 (2-7 janvier 1944)
- Rügen (7-26 janvier 1944)
- Stürmer (26 janvier - 3 février 1944)
- Igel 2 (3-16 février 1944)